# Aermacchi recordmachines

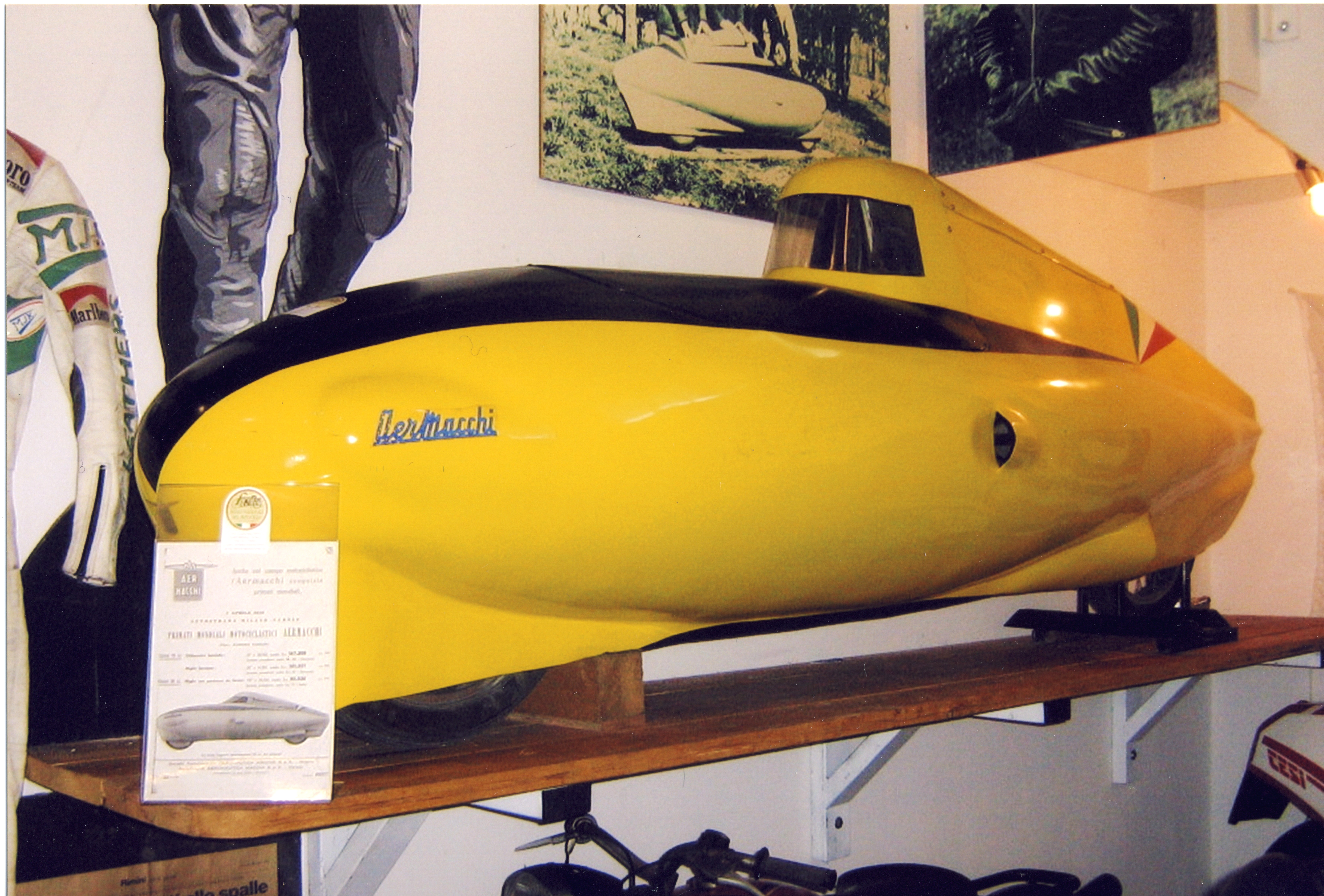
75 cc recordmachine

De Aermacchi recordmachines waren twee motorfietsen van het Italiaanse merk Aermacchi.
De machines werden in 1955 ontwikkeld door ingenieur Lino Tonti. Het betrof twee motorfietsen: een voor de 50- en een voor de 75 cc klasse.
De 75 cc machine was bijna drie meter lang en sigaarvormig. De rijder zat in een handgeklopte aluminium carrosserie die door Tonti was ontwikkeld in de windtunnel die Aermacchi (eigenlijk de vliegtuigfabrikant Aeronautica Macchi) bezat. De 50 cc versie leek veel meer op een normale motorfiets, die zowel voor als achter was voorzien van een stroomlijnkuip.
Massimo Pasolini, die in 1949 zijn garagebedrijf in Rimini had opgegeven om bij Aermacchi in dienst te treden, reed met de 75 cc machine nieuwe wereldrecords op de vliegende mijl (161,26 km/h) en de vliegende kilometer (175,1 km/h). Met 50 cc machine reed hij een record op de vliegende mijl van 83,48 km/h.

## Technische gegevens
| Aermacchi              | Record 50 cc               | Record 75 cc               |
| ---------------------- | -------------------------- | -------------------------- |
| Periode                | 1956                       | 1956                       |
| Categorie              | recordmachine              | recordmachine              |
| Motortype              | viertakt DOHC              | viertakt DOHC              |
| Bouwwijze              | liggende eencilinder       | staande eencilinder        |
| boring                 | 40 mm                      | 44,5 mm                    |
| slag                   | 39 mm                      | 44,5 mm                    |
| Cilinderinhoud         | 49 cc                      | 73 cc                      |
| Carburateur(s)         | onbekend                   | onbekend                   |
| Smeersysteem           | onbekend                   | onbekend                   |
| Compressieverhouding   | 10:1                       | 10:1                       |
| Max. Vermogen          | 5,1 kW/7 pk bij 12.000 tpm | 6,6 kW/9 pk bij 11.000 tpm |
| Topsnelheid            | onbekend                   |                            |
| Primaire aandrijving   | tandwielen                 | tandwielen                 |
| koppeling              | droge plaatkoppeling       | droge plaatkoppeling       |
| versnellingen          | 4                          | 4                          |
| Secundaire aandrijving | ketting                    | ketting                    |
| Rijwielgedeelte        | ruggengraatframe           | onbekend                   |
| Voorvork               | onbekend                   | onbekend                   |
| Achtervork             | swingarm                   | swingarm                   |
| Remmen                 | trommelremmen              | trommelremmen              |